# Peter Allan Fields
Peter Allan Fields (n. 12 mai 1935 – d. 19 iunie 2019) a fost un scriitor și producător de televiziune, cel mai bine cunoscut pentru munca sa la mai multe episoade din Star Trek: Deep Space Nine și Star Trek: Generația următoare. De asemenea, a scris episoade pentru The Six Million Dollar Man, inclusiv episodul „The Seven Million Dollar Man” (1974).
Fields a murit la 19 iunie 2019 la vârsta de 84 de ani. 

## FilmografiaStar Trek
- Star Trek: Generația următoare
  - Half a Life
  - Cost of Living
  - The Inner Light
- Star Trek: Deep Space Nine
  - Dax
  - Progress
  - Duet
  - The Circle
  - Necessary Evil
  - Blood Oath
  - Crossover
  - For the Uniform
  - In the Pale Moonlight
  - The Dogs of War

## Alte contribuții selectate
- Xena: Prințesa Războinică
- Knight Rider (1982)
- The Man from U.N.C.L.E.
- The Eddie Capra Mysteries